# Der Kalmus
Der Kalmus (polnischer Originaltitel: Tatarak „Kalmus“) ist ein polnischer Spielfilm aus dem Jahr 2009. Der Film entstand nach der gleichnamigen Erzählung von Jarosław Iwaszkiewicz. Die Welturaufführung fand im Rahmen der 59. Internationalen Filmfestspiele von Berlin am 13. Februar 2009 statt.

## Handlung
Der Film beginnt mit einem Monolog von Krystyna Janda über das Sterben ihres Ehemannes Edward Kłosiński. Sie befindet sich in einem kargen Zimmer mit Bett und Stuhl. Über diesen Monolog wechselt der Film die Perspektive an den Filmset, wo Andrzej Wajda und Krystyna Janda gemeinsam die Erzählung von Iwaszkiewicz lesen. Fließend geht der Film dann in die eigentliche Geschichte der Arztgattin Marta über, die von ihrem Ehemann untersucht wird. Marta ist sterbenskrank und wird den Sommer nicht überleben. Ihr Mann und Arzt informiert sie jedoch nicht über die Diagnose. Während eines Gesprächs mit ihrer Freundin am Ufer eines Flusses entdeckt Marta den hübschen Naturburschen Boguś. Boguś ist mit der jungen Halinka liiert. Marta trifft nun regelmäßig den nicht sehr gebildeten jungen Mann, dessen Natürlichkeit Marta anzieht. Bei einem Treffen zum gemeinsamen Schwimmen im Fluss ertrinkt Boguś. Marta, die bereits ihre beiden Söhne im Warschauer Aufstand verloren hatte, verliert wieder einen jungen Menschen – zu früh, als dass sich eine engere Beziehung hätte entwickeln können. Wieder kehrt der Film zur privaten Krystyna Janda zurück. Sie spricht über den Todestag ihres Ehemannes. Er starb am 5. Januar 2008 um 15 Uhr 10. Am Abend stand die Schauspielerin wieder auf einer Theaterbühne. Der Film endet mit der Widmung „Für Edward Kłosiński“.

## Hintergrund
Wajda wollte ursprünglich neben der Erzählung Tatarak von Jarosław Iwaszkiewicz in einem zweiten Teil des Films einen Text der polnischen Autorin Olga Tokarczuk verfilmen. Während der Dreharbeiten gab Hauptdarstellerin Krystyna Janda ihm jedoch einen Text, den sie über den Tod ihres Ehemannes geschrieben hatte. Wajda fragte sie, ob dieser Text nur für ihn privat bestimmt wäre oder ob sie auch bereit wäre, diesen Text vor einer Kamera zu sprechen. Krystyna Janda sagte, dass sie dazu bereit wäre. Für die bildliche Umsetzung ließ sich Wajda von den Bildern des amerikanischen Malers Edward Hopper inspirieren.

## Kritiken
„Wajda hat seinen Film beinahe mit kamikazehaftem Mut gebaut. Und das einzig Richtige getan.“

„Der Film ist im besten Sinne minimalistisch: Kurz und ohne seine beiden Geschichten mit philosophischen Metaphern zu überfrachten. Umso mehr berührt diese Klage über Tod und Vergeblichkeit.“

„Nach dem übergroßen, stilistisch unschlüssigen Drama "Katyn" vom Vorjahr hat Wajda doch noch einmal einen wirklich persönlichen Film gedreht, ein minimalistisches Werk von echter poetischer Kraft. In diesem Wettbewerb ein Diamant in der Asche.“

## Auszeichnungen
Der Film wurde mit der Einladung zum Wettbewerb der Berlinale 2009 für den Goldenen Bären nominiert und gewann den Alfred-Bauer-Preis. Anfang Dezember 2009 wurde Wajda der Europäische FIPRESCI-Preis zugesprochen.